# Gabriel Neves
Gabriel Neves Perdomo (Maldonado, 11 agosto 1997) è un calciatore uruguaiano, centrocampista dell'Estudiantes (LP).

## Caratteristiche tecniche
È un mediano.

## Carriera

### Club
Cresciuto nel settore giovanile del Nacional, ha esordito il 3 febbraio 2018 in occasione del match di campionato vinto 4-2 contro il Torque.

### Nazionale
Nel 2016 ha giocato 4 partite nella nazionale uruguaiana Under-20.

## Statistiche

### Presenze e reti nei club
Statistiche aggiornate al 5 aprile 2025.
| Stagione                | Squadra                 | Campionato              | Campionato | Campionato | Coppe nazionali | Coppe nazionali | Coppe nazionali | Coppe continentali | Coppe continentali | Coppe continentali | Altre coppe | Altre coppe | Altre coppe | Totale | Totale | Totale |
| Stagione                | Squadra                 | Comp                    | Pres       | Reti       | Comp            | Pres            | Reti            | Comp               | Pres               | Reti               | Comp        | Pres        | Reti        | Pres   | Reti   |        |
| ----------------------- | ----------------------- | ----------------------- | ---------- | ---------- | --------------- | --------------- | --------------- | ------------------ | ------------------ | ------------------ | ----------- | ----------- | ----------- | ------ | ------ | ------ |
| 2018                    | Nacional                | PD                      | 7          | 0          | -               | -               | -               | CS                 | 1                  | 0                  | -           | -           | -           | 8      | 0      |        |
| 2019                    | Nacional                | PD                      | 24+1       | 2          | -               | -               | -               | CL                 | 6                  | 0                  | SU          | 1           | 0           | 32     | 2      |        |
| 2020                    | Nacional                | PD                      | 26+2       | 2          |                 | -               | -               | CL                 | 6                  | 0                  | SU          | -           | -           | 34     | 2      |        |
| gen.-ago. 2021          | Nacional                | PD                      | 13         | 0          |                 | -               | -               | CL+CS              | 3+1                | 0                  | SU          | -           | -           | 17     | 0      |        |
| Totale Nacional         | Totale Nacional         | Totale Nacional         | 70+3       | 4          |                 | -               | -               |                    | 17                 | 0                  |             | 1           | 0           | 91     | 4      |        |
| ago.-dic. 2021          | San Paolo               | A1/SP+A                 | 0+12       | 0          | CB              | 0               | 0               | CL                 | -                  | -                  | -           | -           | -           | 12     | 0      |        |
| 2022                    | San Paolo               | A1/SP+A                 | 5+10       | 0          | CB              | 4               | 0               | CS                 | 9                  | 0                  | -           | -           | -           | 28     | 0      |        |
| 2023                    | San Paolo               | A1/SP+A                 | 2+20       | 0+1        | CB              | 8               | 0               | CS                 | 6                  | 0                  | -           | -           | -           | 36     | 1      |        |
| Totale San Paolo        | Totale San Paolo        | Totale San Paolo        | 7+42       | 0+1        |                 | 12              | 0               |                    | 15                 | 0                  |             | -           | -           | 76     | 1      |        |
| gen.-giu. 2024          | Independiente           | PD                      | 4          | 0          | CA+CdL          | 1+11            | 0+1             | -                  | -                  | -                  | -           | -           | -           | 16     | 1      |        |
| lug.-dic. 2024          | Estudiantes (LP)        | PD                      | 15         | 0          | CA+CdL          | 0               | 0               | CL                 | 0                  | 0                  | SA+TdC      | 0+1         | 0           | 16     | 0      |        |
| 2025                    | Estudiantes (LP)        | PD                      | 10         | 2          | CA              | 1               | 0               | CL                 | 1                  | 0                  | -           | -           | -           | 12     | 2      |        |
| Totale Estudiantes (LP) | Totale Estudiantes (LP) | Totale Estudiantes (LP) | 25         | 2          |                 | 1               | 0               |                    | 1                  | 0                  |             | 1           | 0           | 28     | 2      |        |
| Totale carriera         | Totale carriera         | Totale carriera         | 151        | 7          |                 | 25              | 1               |                    | 33                 | 0                  |             | 2           | 0           | 211    | 8      |        |

### Cronologia presenze e reti in nazionale
| Cronologia completa delle presenze e delle reti in nazionale ― Uruguay | Cronologia completa delle presenze e delle reti in nazionale ― Uruguay | Cronologia completa delle presenze e delle reti in nazionale ― Uruguay | Cronologia completa delle presenze e delle reti in nazionale ― Uruguay | Cronologia completa delle presenze e delle reti in nazionale ― Uruguay | Cronologia completa delle presenze e delle reti in nazionale ― Uruguay | Cronologia completa delle presenze e delle reti in nazionale ― Uruguay | Cronologia completa delle presenze e delle reti in nazionale ― Uruguay |
| Data                                                                   | Città                                                                  | In casa                                                                | Risultato                                                              | Ospiti                                                                 | Competizione                                                           | Reti                                                                   | Note                                                                   |
| ---------------------------------------------------------------------- | ---------------------------------------------------------------------- | ---------------------------------------------------------------------- | ---------------------------------------------------------------------- | ---------------------------------------------------------------------- | ---------------------------------------------------------------------- | ---------------------------------------------------------------------- | ---------------------------------------------------------------------- |
| 13-11-2020                                                             | Barranquilla                                                           | Colombia                                                               | 0 – 3                                                                  | Uruguay                                                                | Qual. Mondiali 2022                                                    | -                                                                      | 93’                                                                    |
| Totale                                                                 |                                                                        | Presenze                                                               | 1                                                                      |                                                                        | Reti                                                                   | 0                                                                      |                                                                        |

## Palmarès

### Club

#### Competizioni nazionali
- Campionato uruguaiano: 2

Nacional: 2019, 2020
- Supercopa Uruguaya: 1

Nacional: 2019
- Coppa del Brasile: 1

San Paolo: 2023
- Copa de la Liga Profesional: 1

Estudiantes: 2024
- Trofeo de Campeones de la Liga Profesional: 1

Estudiantes: 2024